# Qaitbay

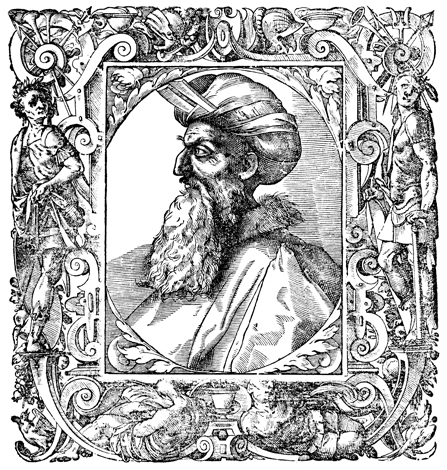
Um retrato de Qaitbay feito no século XVI

Al-Ashraf Sayf ad-Din Qa'it Bay (em árabe: السلطان أبو النصر سيف الدين الأشرف قايتباي) (c. 1416/1418 – 1496) foi o décimo-oitavo Sultão mameluco Burji do Egito de 872 a 901 do calendário islâmico (1468-1496 do calendário ocidental). Ele era circassiano (em árabe: شركسيا) de nascimento e foi comprado pelo nono sultão Barsbay (1422-1438) antes de ser liberto pelo décimo-primeiro sultão Jaqmaq (1438-1453). Durante seu reinado, ele estabilizou o Estado e economia mameluca, consolidando as fronteiras nortes do sultanato com o Império Otomano, engajando em comércio com outros povos e se tornou um grande patrono das artes e arquitetura. De fato, apesar de Qaitbay ter lutado em pelo menos dezesseis campanhas militares, ele é mais conhecido por seus projetos de construção que patrocinou, deixando sua marca de arquitetura em cidades como Meca, Medina, Jerusalém, Damasco, Alepo, Alexandria e em cada canto de Cairo. Porém, ele se tornou infame, para muitos historiadores, por construir uma fortaleza sobre os restos da antiga maravilha do Farol de Alexandria, em 1480, resultando na destruição final do que sobrava deste antigo monumento, que passou a existir somente nos livros de história.